# Dialeto parintintin
O Parintintín (ou Parintintim) é um dialeto da língua cauaíbe, da família linguística tupi-guarani, pertencente ao tronco tupi. É falada pelos parintintins no Amazonas.

## Evolução fonológica
Características mais gerais em relação ao Proto-Tupi-Guarani (PTG):
- conservação das consoantes finais
- fusão de *tx e *ts, ambos mudados em h
- mudança de *pw em kw (Parintintín, Apiaká) ou em fw, f (Tupí-Kawahíb)
- conservação de *pj
- conservação de *j
- marcas pronominais de 3ª pessoa masculina, feminina e plural, comuns ao homem e à mulher

Exemplos:
- PTG *akér "eu durmo", Parintintín akír
- PTG *jatxý "lua", Parintintín jahý; PTG *otsó "ele vai", Parintintín ohó
- PTG *tseapwén "cheira bem", Parintintín heakwén; PTG *-akypwér "parte de trás", Parintintín -akykwér-i "na ausência"
- PTG *-epják "ver", Parintintín apiag
- PTG *jacaré "jacaré", Parintintín jakaré
- Parintintín ga pý "pé dele", hẽ pý "pé dela", nga pý "pés deles, delas"